# Strada Bărăției
Strada Bărăției este situată în centrul istoric al municipiului București, în sectorul 3.  

## Descriere
Strada este orientată de la nord-vest spre sud-est și se desfășoară pe o lungime de 200 de metri între bulevardul Ion C. Brătianu și bulevardul Corneliu Coposu.

## Monumente istorice și clădiri
Pe strada Bărăției se află Biserica Bărăția, monument înscris pe lista monumentelor istorice 2010 - municipiul București - la nr. crt. 380, cod LMI B-II-m-B-18118. Sunt înscrise pe lista monumentelor și imobilul de la nr. 33, precum și casele de la numerele 46 - 48.

## Galerie de imagini

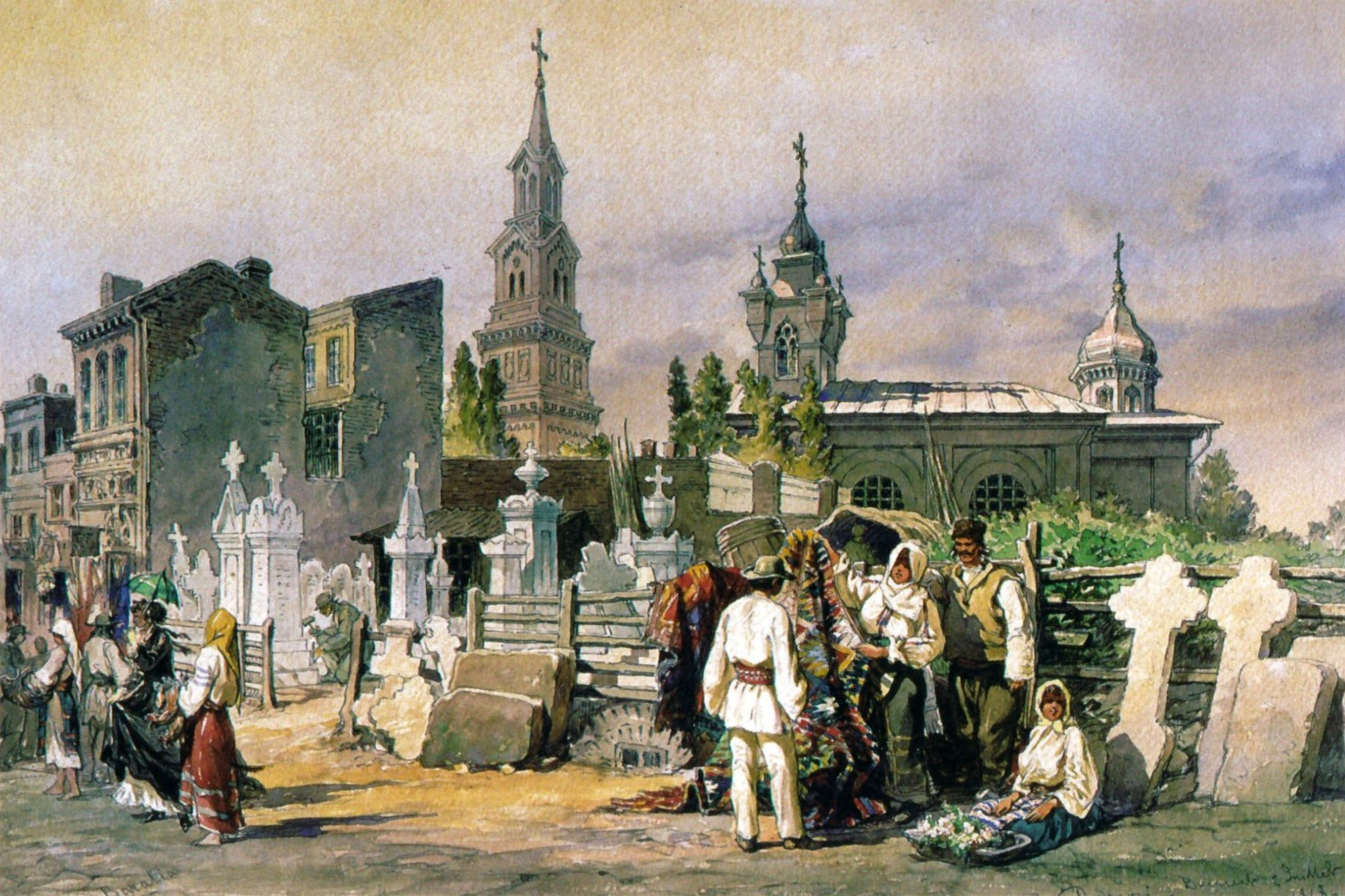
Turnul şi strada Bărăţiei în anul 1868.
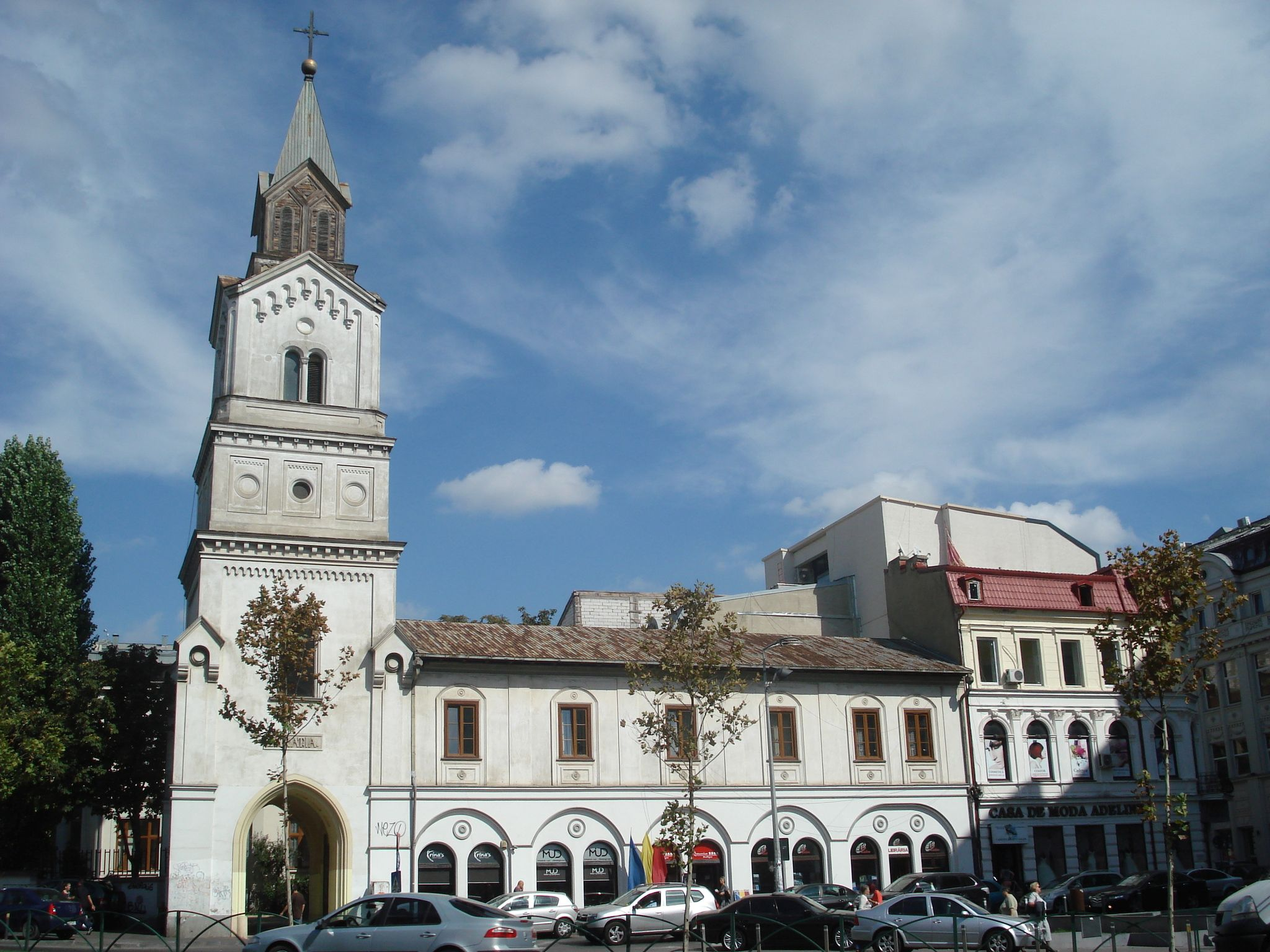
Biserica Bărăția.
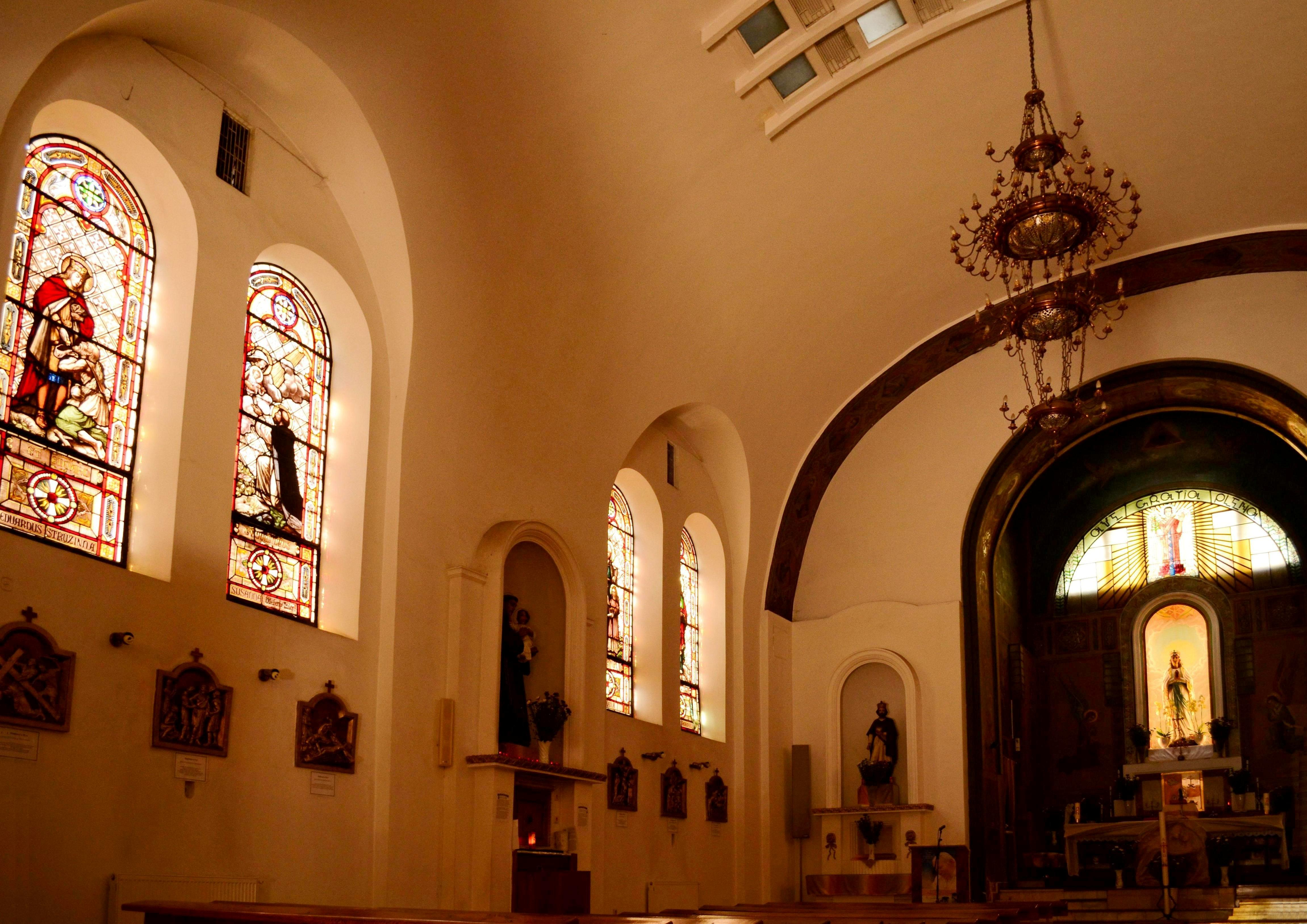
Biserica Bărăția, vedere din interior.
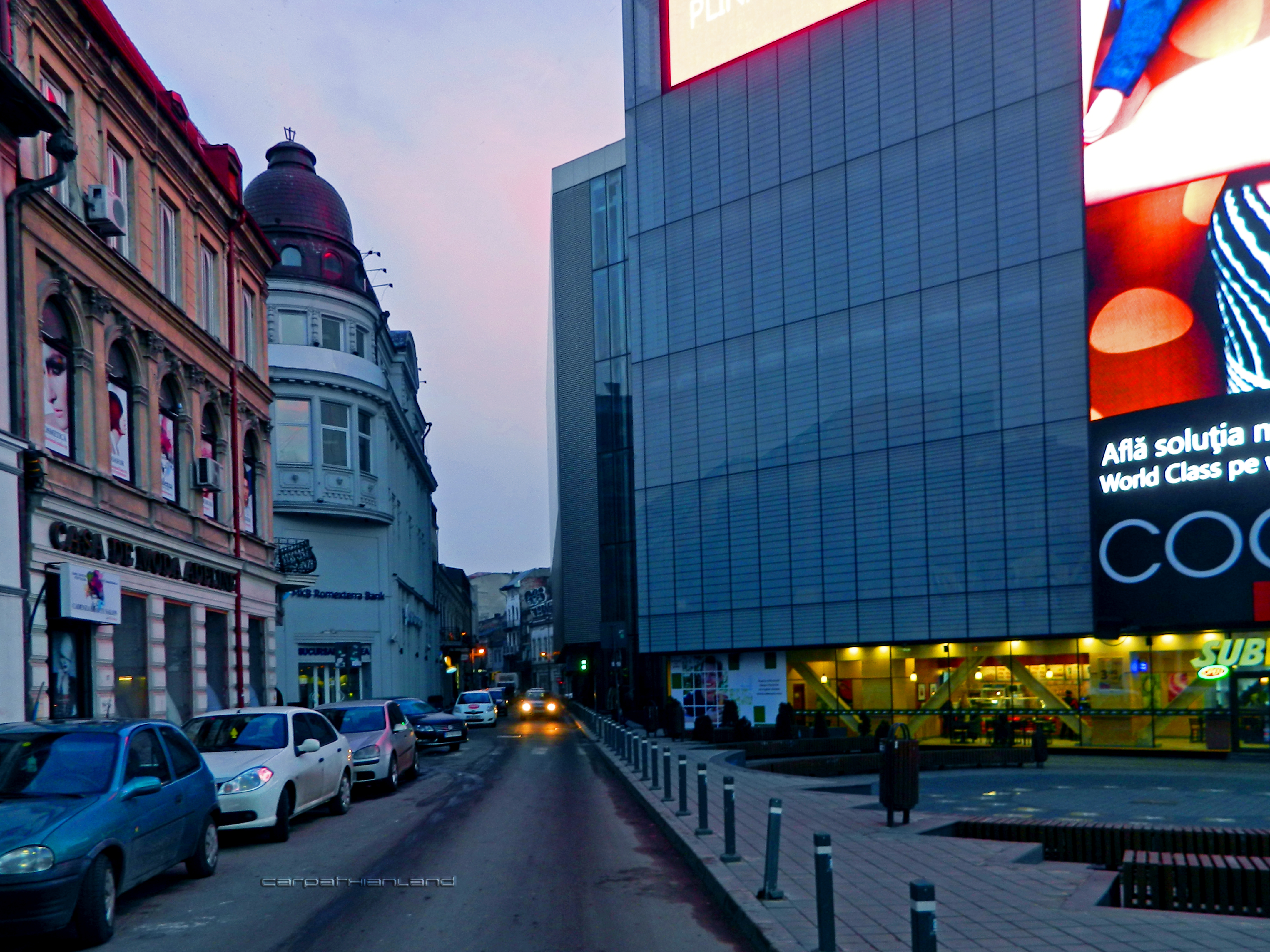
Strada Bărăţiei şi magazinul Cocor
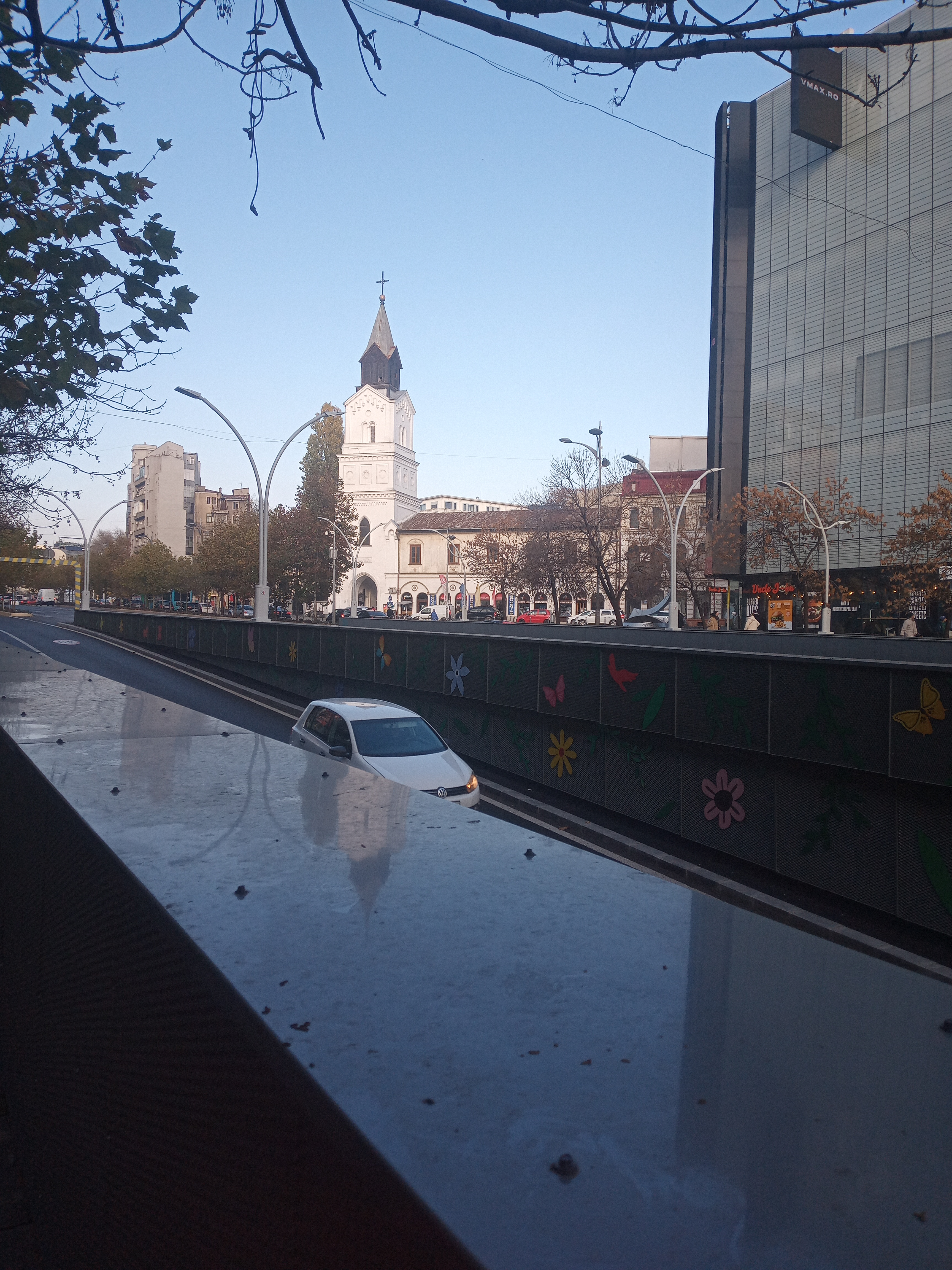
Biserica Sf. Maria-Barația văzută dinspre Pasajul Unirii, 2022.

## Legături externe
- Strada Bărăției pe hartă, www.openstreetmap.org
- Strada Bărăției pe Flickr.com
- Strada Bărăției pe Google maps - street view